# У Чжень
У Чжень (*1280 — †1354) — відомий китайський художник часів династії Юань.

## Життєпис
Походив зі спадкової чиновницької родини У. Народився у містечку Вейтан поблизу м. Цзясін у сучасній провінції Чжецзян. Отримав гарну освіту, зокрема студіював у відомого тогочасного філософа Лю Тяньцзи. Втім відмовився від офіційної кар'єри, що, пояснювалося його неприйняттям монгольського режиму. Оселившись у м. Улін, що розташовувалося на місці столиці династії Південна Сун, захопленої і розореної монгольської армією. Згодом повертається до рідного міста, де жив усамітнено, займаючись читанням книг й живописом. Помер у 1354 році.

## Творчість
Спадщина У Чженя становлять близько 15 робіт. Працював у жанрах шань-шуй (山水, «живопис й зображення гір і вод») та «живопису бамбука» (мо-чжу 墨竹).
Як пейзажист У Чжень вважається послідовником знаменитих майстрів Х століття Цзюй-жаня та Дун Юаня, вплив яких простежується у низці його робіт, зокрема у сувоях «Весняний світанок над прозорою річкою» й «Замерзлі гуси серед тростини».
Художник використовував альтернативні схеми побудови сцен і особливі мальовничі прийоми, поєднання яких дозволяли передати різний настрій, як це можна зрозуміти на прикладі порівняння трьох його горизонтальних сувоїв в монохромного техніку на папері, відомих під загальною назвою «Рибалка» або інша назва «Ловля риби».
До числа найбільш відомих творів У Чженя, виконаних у жанрі «живопис бамбука», відноситься сувій «Бамбук і похилий камінь» та альбомний аркуш «Бамбук», які підтверджують справедливість характеристики цього майстра як яскравого спадкоємця Вень Туна, засновника «класичного» варіанту даного напрямку. При цьому у живописі У Чженя остаточно затвердилася одна зі стандартних надалі композицій мо-чжу — поєднання бамбука і каміння.